# Місто-супутник
Місто-супутник — місто або селище міського типу, рідше село, що розташоване і розвиваються поблизу більшого, але не далі як 30 км від міста чи великого підприємства (фабрика, завод, АЕС), і складає з ним єдину економічну й демографічну систему. Скупчення міст-супутників навколо певного центру призводить до утворення агломерації. Роль самих супутників і їх географічне розташування багато в чому залежить від типу агломерації (моноцентрична або поліцентрична), чисельності населення, економічної та демографічної ситуації в минулому, сьогоденні та майбутньому. Важливу роль при формуванні міст-супутників відіграють урядові органи, приватні та державні підприємства. З часом, міста-супутники можуть зливатися з центром агломерації і більше не виділятися на її фоні (таке відбувається в Московській агломерації, агломерації Сан-Антоніо).

## Спеціалізація
Основна роль міст-супутників — своєрідний внесок у поділ праці між містянами. Залежно від економічної спеціалізації, розрізняють міста-супутники:
- Промислові
- Курортні
- Житлові («спальний район»)
- Транспортні
- Торговельні
- Фінансові
- Наукові
- Студентські
- Військові (військове містечко).
- Історичні